# Niger et aurum

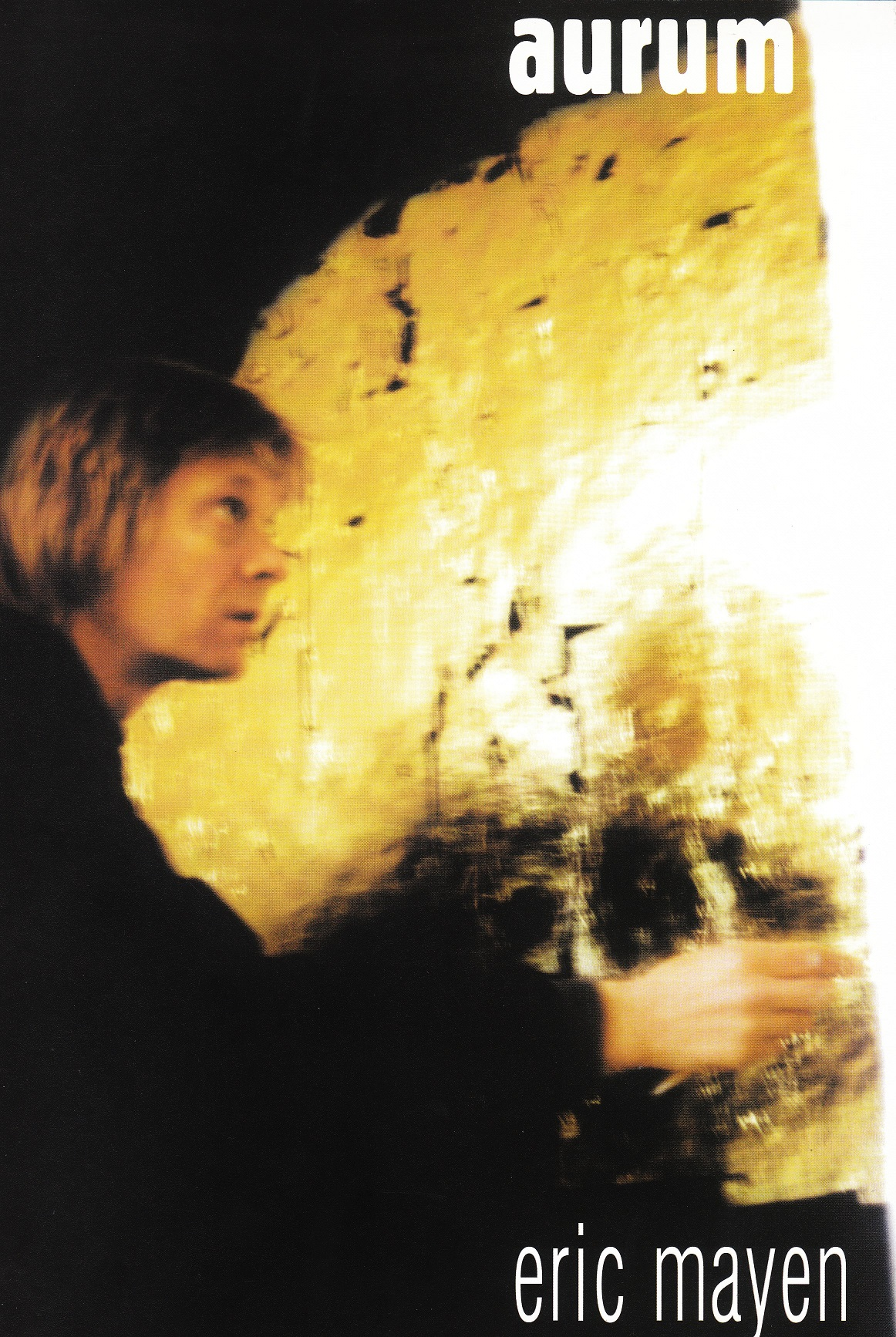
Eric Mayen, aurum

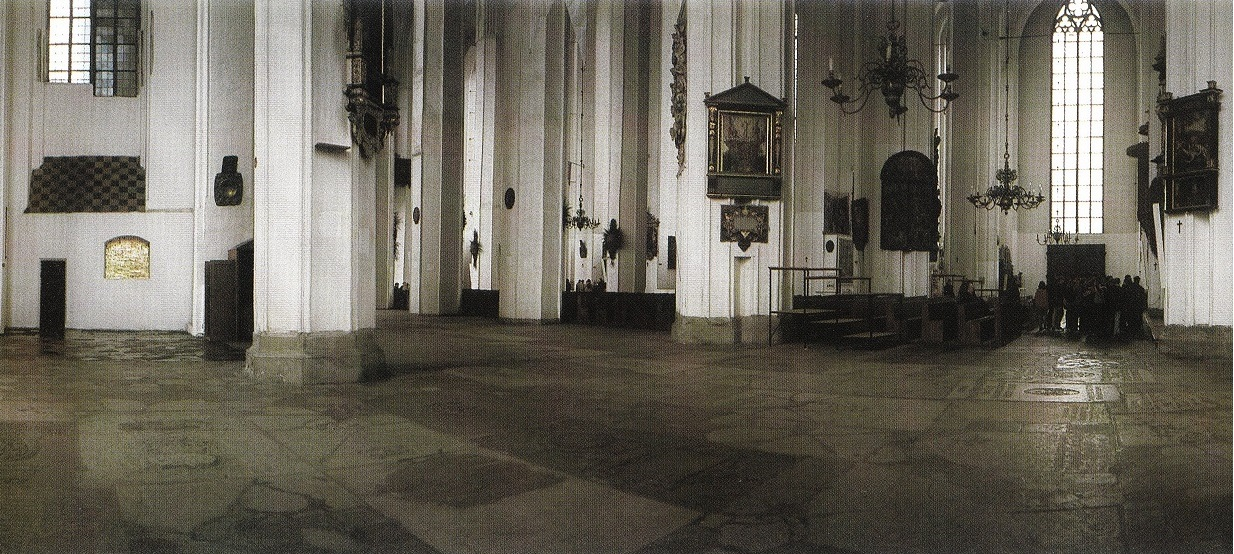
Niger et aurum in der Marienbasilika in Danzig

Niger et aurum (lateinisch für „schwarz und gold“) bezeichnet eine vergoldete Nische in der Marienbasilika in Danzig. Sie ist eine konzeptuelle Arbeit von Eric Mayen aus dem Jahr 1997.
Der Standort in der Kirche wurde durch den damaligen Prälaten Stanisław Bogdanowicz zur Verfügung gestellt.
Der Künstler sagte über seine Arbeit: „Am 6. Mai 1997 habe ich die Nische schwarz bemalt. Drei Tage lang konnte man sie schwarz wahrnehmen. Am 8. Mai, am Tage der Himmelfahrt Christi, habe ich die Nische vergoldet.“ Das Schwarz solle hierbei die ursprüngliche Dunkelheit, das Böse, den Tod und die Zeit symbolisieren. Das Gold stehe hingegen für die Sonne, Erleuchtung, Heiligkeit und reines Licht.
Seit Januar 2019 ist die Nische auch Ruhestätte des Stadtpräsidenten von Danzig, Paweł Adamowicz, der an einer auf ihn beim Finale des Großen Orchesters der Weihnachtshilfe (polnisch Wielka Orkiestra Świątecznej Pomocy) verübten Messerattacke gestorben ist. Die Urne mit der Asche des Präsidenten wurde in der vergoldeten Nische beigesetzt.
niger et aurum ist der erste Teil des Triptychons aurum, das auch die folgende konzeptuelle Verwirklichungen umfasst: transformatio, ein Projekt der Partnerstädte Kerpen und Auschwitz (1999–2000) und discointidentia, eine sogenannte „Hommage á Klem“ im Museum des Lebuser Landes, Zielona Góra (1997–1998).

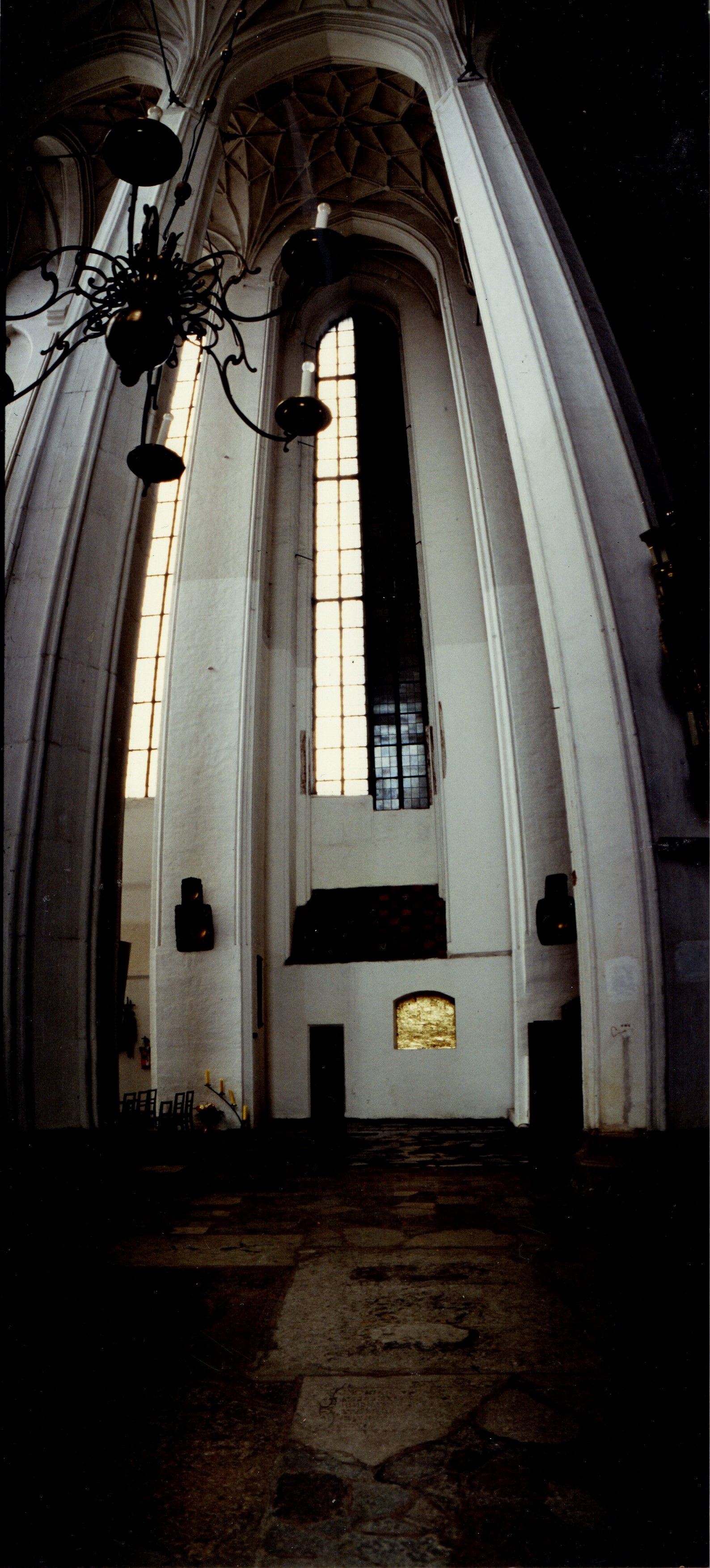
Niger et aurum in der Marienbasilika in Danzig